# Histoire de la sexologie
L’Histoire de la sexologie retrace la naissance, l'évolution et le développement de la sexologie, depuis les premières recherches entreprises au milieu du XIXe siècle. Relativement récente, cette discipline occupe aujourd'hui l'ensemble des comportements sexuels humains et ne les regarde plus sous l'angle moral ou pathologique.
Il est difficile de dater précisément la naissance de la sexologie en tant que discipline. La sexualité a donné lieu depuis l’Antiquité à de nombreux écrits et analyses. Cependant, on peut dire que le terme « sexologie » est vieux de moins d’un siècle.
La naissance du terme "sexologie" marque la volonté de rompre avec le savoir médical sur la sexualité, accumulé durant les décennies antérieures. Ce nouveau savoir est surtout élaboré à partir du milieu du XIXe siècle, par des médecins, psychologues ou pathologistes, savants ou praticiens ordinaires qui entendaient étudier la sexualité en s’appuyant sur des faits observables.

## Les précurseurs: avant leXIXesiècle

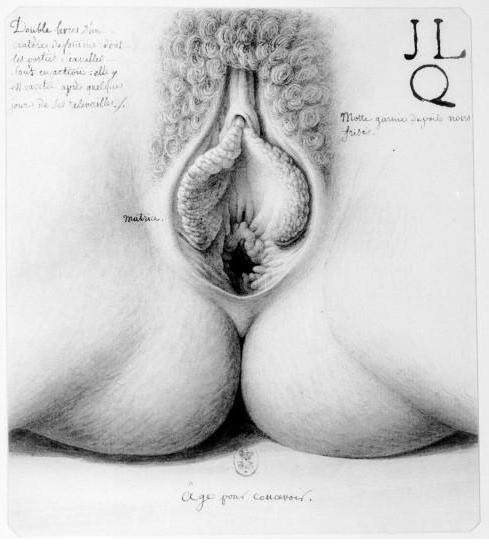
Âge pour concevoir, dessin de Jean-Jacques Lequeu (v.1779-1795).

Un certain nombre de manuels abordant le sujet de ce qu'on appelle aujourd'hui la sexualité ont été écrits avant l'émergence au XIXe siècle des premiers écrits portant sur l'étude de la sexualité humaine. Cependant, il n’existe pas avant le XIXe siècle d’ouvrage consacré spécifiquement à l'étude de la sexualité.
Durant l’Antiquité, des philosophes et des physiciens grecs et romains comme Hippocrate, Platon, Aristote et Galien ont étudié et décrit la reproduction, la contraception, le comportement sexuel humain, les dysfonctions sexuelles et leurs thérapies, l’éducation et l’éthique sexuelle. Néanmoins, ces sujets ont été abordés séparément dans des ouvrages traitant plus généralement de médecine, de diététique ou de morale.
Il existe par ailleurs un certain nombre de manuels anciens qui apparaissent dans toutes les civilisations et qui traitent de ce que l'on pourrait appeler d'« éducation » à l'érotisme, à la séduction et à l'amour mais aussi aux techniques sexuelles, et qui semblent destinés aux femmes, aux hommes et au couples issus de milieux aisés. Citons par exemple le Livre de la fille sombre et le Livre de la fille claire, rédigés en Chine ancienne, l' Ars amatoria du poète romain Ovide, qui est un manuel de compréhension de la séduction et de la relation amoureuse, La Prairie parfumée du cheikh Nefzaoui, qui est un manuel d'érotologie arabe qui répertorie tout ce qui concerne l'acte sexuel, ou bien encore le Décameron de Boccace qui sous couvert d'anecdotes, met en scène différentes pratiques sexuelles. On peut encore citer le Kâmasûtra de Vâtsyâyana ou l’Ananga Ranga apparus en Inde ancienne, mais qui ne furent découverts en Europe qu'à partir de 1876.
Cependant, aucun de ces ouvrages n'a traité le sexe comme sujet d'un domaine de recherche scientifique ou médicale.
En Occident, le premier traité relevant d'une « protosexologie » est le Tableau de l’amour conjugal du médecin rochelois Nicolas Venette, publié en 1696. Cet ouvrage, qui est autant un manuel d'instruction qu'un livre d'éducation, couvre en quatre parties tout ce qui a trait au sexe (anatomie, reproduction, désir, impuissance, stérilité...) mais fait en partie abstraction de la moitié de la population humaine : les femmes.
En 1758, Samuel Auguste Tissot (1728-1797), médecin de réputation européenne, publie L'onanisme, essai sur les maladies produites par la masturbation. Là aussi résolument axé sur l'homme, Tissot pensait que la masturbation masculine était à l'origine de diverses maladies, telles la tuberculose, les troubles de la vision ou de l'appareil digestif, et l'impuissance sexuelle. Il restera influent pendant plus d’un siècle, surtout pour ce qui est de l’éducation sexuelle des adolescents.
Au XIXe siècle, le prestige de la médecine ne cesse de grandir. Les médecins vont progressivement investir de nouveaux domaines, tels que le couple. Certains deviennent les conseillers des couples, profitant de l’inefficacité des thérapeutiques sur les maladies vénériennes. Se basant sur la tradition des manuels médicaux, certains médecins vont publier des écrits sur l’hygiène conjugale. Leurs auteurs proviennent rarement de « l’élite » de la profession. Nombre d’entre eux sont des spécialistes de la gynécologie et de la vénérologie, disciplines peu valorisées.
Ces guides à l’usage des couples vont se multiplier vers la fin du XIXe siècle.
Face au mariage bourgeois qui se transforme et devient de plus en plus une décision d’individus et de sentiments plutôt que de famille et de lignage. (Flandrin, 1981). Les médecins vont se soucier de la bonne entente du couple, celle-ci étant la meilleure garantie du mariage et donc de la moralité des mœurs. Ainsi, les plaisirs de l’amour sont le baromètre du bonheur conjugal et la satisfaction de l’épouse devient un enjeu. En dehors des questions conjugales, l’idée selon laquelle le coït a des effets positifs sur la santé va se répandre. L’absence de plaisir va devenir un signe de mauvaise santé. Le mariage devient donc un remède et le célibat subit une brutale dévalorisation.
Pour autant, les médecins ne sont pas résolus à faire du prosélytisme en faveur de la sexualité : le coït, même s’il peut être vecteur de plaisir, a pour fonction essentielle la procréation. Les pratiques sexuelles non-procréatives, comme la masturbation, restent non-recommandées et condamnées moralement, sous couvert de discours scientifique. Parallèlement d’autres médecins, aliénistes, psychologues ou neurologues vont étudier la sexualité anormale, contraire aux bonnes mœurs.
En 1859, Charles Darwin, naturaliste et biologiste, théorise les premières conceptions modernes de la sexualité. Il supposait que l'« instinct sexuel » était le moteur de l’évolution des espèces animales, notamment à partir du choix du partenaire, des comportements et à travers le principe de sélection naturelle.
C'est à la fin du XIXe siècle et au début du XXe siècle que les travaux pionniers de la sexologie moderne ont été réalisés. Ils couvrent les principaux champs de la sexologie actuelle : la recherche fondamentale, la pathologie, la dimension psychique et l'ethnologie. Bien que relativisés, ces travaux constituèrent les fondements des théories sexologiques contemporaines.
La première étude marquante dédiée à la sexologie a été produite par l'Autrichien Richard von Krafft-Ebing, qui était considéré de son vivant comme l'un des plus grands psychiatres de l'époque. Son principal ouvrage, Psychopathia Sexualis, publié pour la première fois en 1886, abondamment étayé de cas cliniques exemplaires, devint un best-seller de la littérature psychiatrique ; il reflétait l'opinion victorienne dominante et diagnostiquait comme maladie toutes les activités sexuelles qui n'étaient pas tournées vers la reproduction.
En 1899, Iwan Bloch avait déjà publié Marquis de Sade: sa vie et ses œuvres. Il proposera, conjointement avec Magnus Hirschfeld, le nouveau concept d'une science de la sexualité : "Sexualwissenschaft" ou "sexologie". En 1906, il écrit Das Sexualleben unserer Zeit.
Le Britannique Havelock Ellis peut être considéré comme le pionnier de la recherche moderne sur la sexualité. Son principal ouvrage, Études de psychologie sexuelle, publié en plusieurs volumes entre 1897 et 1910, a influencé un grand nombre de théories ultérieures. C’est l'un des principaux ouvrages fondateurs de la sexologie scientifique.

## AuXXesiècle: une discipline en quête de légitimité
Au cours du XXe siècle, deux corps de spécialistes vont tenter de s’arroger la légitimité du discours sur la sexualité : les psychanalystes et les sexologues. Entre ces deux groupes les relations sont longtemps restées ambigües. Le psychanalyste Freud s’est appuyé sur les travaux de la sexologie moderne, tout en évoquant de futures confirmations par la biologie.
Freud et ses disciples se détachent peu à peu du corps et cette position trahit l’incapacité à traiter les troubles sexuels les plus communément répandus. C’est ce qui va favoriser l’essor de la sexologie qui dans son argumentation va s’opposer à la psychanalyse, bien que la théorie de cette dernière ait été constituée en partie de connaissances sexologiques. La sexologie va tirer profit de la biologie expérimentale, discipline valorisée à l’époque.
Sigmund Freud a élaboré une théorie globale du psychisme humain, où la sexualité avait une place centrale. Sa théorie psycho-sexuelle supposait que la libido (l’énergie sexuelle) sous-tendait toute activité humaine. Son ouvrage Trois essais sur la théorie de la sexualité, publié en 1905, ainsi que le reste de son œuvre, furent accueillis avec indignation et dérision. Néanmoins, à partir des années 1930, la psychanalyse devint finalement la théorie psychique la plus influente de l'époque : aujourd’hui, elle entre en compte chez un grand nombre de chercheurs qui s’intéressent à la sexologie, bien que celle-ci se soit développée à partir des manques ou aspects occultés par Freud lui-même.
Enfin, bien qu'un peu plus tardivement, l'anthropologue Bronislaw Malinowski a réalisé les premières études des mœurs sexuelles dans des sociétés non occidentales, qui ont révélé d’autres traditions culturelles en matière de sexualité. Ses travaux ont été publiés dans les ouvrages La Sexualité et sa répression dans les sociétés primitives (1927) et La Vie sexuelle des sauvages du nord-ouest de la Mélanésie (1929).

## L'entre-deux-guerres: les fondateurs
La période entre les deux guerres mondiales voit se développer les fondations des premières institutions spécifiques à la sexologie.
Dès 1909, Richard Richter[Lequel ?] invente et pose les premiers stérilets (dispositifs contraceptifs intra-utérins). La Ligue nationale pour le contrôle des naissances[Où ?] est fondée en 1914. La militante Helene Stöcker, s'implique particulièrement dans la libération sexuelle, revendiquant la liberté pour les femmes de vivre leur sexualité en dehors du mariage. Une femme comme Lou Andreas-Salomé publient entre 1910 et 1917 trois essais fondamentaux intitulés Die Erotik, Anal und Sexual et Psychosexualität.
C’est à cette période qu’apparaît pour la première fois le terme sexologie dans le titre de l’ouvrage de Sirius de Massilie intitulé La sexologie, prédiction du sexe des enfants avant la naissance (1912).
Magnus Hirschfeld fonde le premier institut de sexologie à Berlin en 1919 avec Arthur Kronfeld et en lien avec Albert Moll : il publie le premier périodique de sexologie, Jahrbuch für sexual Zwischenstufe, et publie les premières statistiques sur le comportement sexuel humain. Il demandait l'égalité sexuelle entre les hommes et les femmes, la libération du mariage de la « tyrannie » de l'Église et de l'État, et la tolérance envers les homosexuels, ce qui créa un scandale. En 1926 est organisé à Berlin le premier symposium sur la sexualité, l’International Congress for Sex Research. La première réunion de la Ligue mondiale pour la réforme sexuelle, créée par Havelock Ellis et Magnus Hirschfeld, a lieu à Copenhague en 1928. L'objectif est d'obtenir l’égalité sociale et juridique des sexes, le droit à la contraception et à l’éducation sexuelle. En 1931, est fondée à Paris l’Association d’études sexologiques. C'est la première utilisation du terme sexologie dans son sens actuel. Le Français René Guyon commencent à publier ses Études d'éthique sexuelle.
Dans les années 1930 sont fondées par Wilhelm Reich la Société socialiste d'information et de recherche sexuelles et l' Association allemande pour une politique sexuelle prolétarienne. Reich militait pour un changement radical des mœurs sexuelles (La Révolution sexuelle, 1936), afin de lutter contre le rôle de la famille coercitive et la répression de la sexualité, facteurs inhibiteurs et pathogènes (Analyse caractérielle, 1933).
Le philosophe anglais Bertrand Russell publie Marriage and morals. Il revendique une éducation sexuelle de qualité, le droit à une vie sexuelle avant le mariage et le droit au divorce.
C'est le début de la sexologie en tant que science, même si elle n’a pas encore de méthode ni d’expérience. Les mentalités évoluent et davantage de publications abordent le sujet de la sexualité. Cependant, en 1933, en Allemagne, le nazisme va mettre un terme aux recherches sur la sexualité, en condamnant les écrits de Freud à Reich, alors que Vienne et Berlin avaient été des lieux pionniers.
En 1931 se créée, en France, l’Association des Études Sexologiques. Au même moment est publié Le Traité de sexologie normale et pathologique, par Angelo Hesnard, investigateur de l’introduction en France de la psychanalyse.

## L'après guerre:nouvel essor de la sexologie moderne
Après la Deuxième Guerre mondiale, sont réalisées aux États-Unis les premières grandes études globales sur la sexualité à partir de méthodes scientifiques : études de sujets vivants, expérimentations sur échantillons représentatifs, analyses comparées. Alfred Kinsey dès 1947, puis William Masters et Virginia Johnson dès 1957, sont les auteurs de travaux qui font références en sexologie.
En France, alors que la population est en forte hausse à l'issue de la guerre (baby boom), les autorités compétentes décident de la mise en place d’une politique populationniste. À partir de ce moment, « les professionnels (ont) un devoir de réserve qui stérilise leur action sur le double plan de la thérapie et de l’éducation ».
Dans les années 1950 nait un courant d’éducation sexuelle des adolescents, sous l’égide notamment d’André Berge et de George Valensin. En 1964 émergent les premières approches de la santé sexuelle autour de la question de la vie sexuelle des jeunes, de la sexualité du couple, de l’homosexualité, de la contraception. Nombreux sont ceux qui commencent à partir des années 1970, au moment du « nouvel essor de la sexologie moderne »
La première grande recherche scientifique contemporaine sur la sexualité humaine est due à Alfred Kinsey et ses collègues de l’Université d'Indiana. Ils ont décrit et analysé, à partir d'entretiens menés auprès de milliers de sujets, le comportement sexuel des Américains dans la période qui va de 1940 à 1952. Ces résultats ont été publiés dans deux principaux ouvrages, Le comportement sexuel de l'Homme (1948), et Le comportement sexuel de la femme (1953). Ces publications ont provoqué certain émoi dans la communauté scientifique mais aussi auprès du grand public : devenus des succès de librairie, ces deux études révélaient par exemple les pratiques assez communes de masturbation, de rapports sexuels avant le mariage et extraconjugaux, d'expériences homosexuelles, le tout dans la population générale. L’Institute for Sex Research, fondé en 1947, est à ce jour le seul institut de recherche spécialisé dans l'étude de la sexualité humaine, si l'on excepte l’Université de Berlin qui possède le fonds le plus important sur ce domaine.
Du côté de la littérature, un écrivain comme Henry Miller milite contre le puritanisme ambiant et devient l’un des instigateurs de la révolution sexuelle avec Le monde du sexe (1940) et plus tard sa trilogie Sexus (1949), Plexus (1952) et Nexus (1959), ouvrages longtemps interdits aux États-Unis. En France, un écrivain comme Jean Genet, ou la philosophe Simone de Beauvoir, tous les deux soutenus par Jean-Paul Sartre, contribuent à briser certains tabous relatifs aux homosexualités et à la sexualité féminine.
Qu'il s'agisse de Kinsey ou de Masters et Johnson, sans parler des écrivains comme Henry Miller, leurs écrits ont soulevé dans les années 1950 de violentes réactions aux États-Unis : ils se sont vu qualifiés de pornographes, mais sont parvenus à faire connaître leurs réflexions.
Le mouvement féministe, alors en plein essor, est marquée par quatre publications qui réhabilitent la femme et son sexe dans un univers essentiellement masculin, et largement teinté de misogynie : The Psychology of Women (1945) de Helene Deutsch, Le Deuxième Sexe (1949) de Simone de Beauvoir, La Sexualité de la femme (1951) de Marie Bonaparte et Le complexe de Diane (1951) de Françoise d'Eaubonne.
En France, à partir des années 1950, Hélène Michel-Wolfromm développe la gynécologie psychosomatique, et des consultations pluridisciplinaires sur les troubles sexuels des femmes alliant gynécologues, psychiatres et psychologues. Elle enseigne cette approche et publie plusieurs articles et ouvrages universitaires.
La pilule contraceptive découverte en 1956 par J. Roch et G. Pincus est autorisée et mise à la disposition de la population à partir de 1960 dans certaines parties des États-Unis.

## De la révolution sexuelle à nos jours: la sexologie contemporaine
La révolution sexuelle des années 1960-1970 et son climat libéral ont permis la multiplication des études, le développement institutionnel de la sexologie, et la prise en compte de l'importance de la sexualité dans la vie quotidienne.
Ces années sont marquées par la mise sur le marché de la contraception orale, la libéralisation de l’avortement, le développement de l’éducation sexuelle de masse ;
La parution en 1966 de l’ouvrage de Master et Johnson, Human Sexuel Response qualifié de « révélation parmi les fondateurs de la sexologie  moderne ». Ils ont étudié en laboratoire les réactions physiologiques aux stimulations sexuelles de plusieurs centaines de personnes, et décrit les quatre phases des réactions sexuelles : la phase d'excitation, la phase dite « en plateau », l'orgasme et la résolution. Leurs résultats ont été publiés dans l'ouvrage Human Sexual Response (Les Réactions sexuelles, 1966), préfacé en France par Hélène Michel-Wolfromm.
De nombreuses études cliniques et thérapeutiques sont réalisées et consignées dans le Handbook of sexology de John Money et J. Musaph (1977) et le Handbook of sex therapy de Lo Piccolo (1978). L’année suivante paraît Homosexuality in perspective de Masters et Johnson, ainsi que l’ouvrage d’Helen Kaplan, Disorders of sexual desire (Les troubles du désir sexuel).
·En France est fondée en 1974 de la Société Française de Sexologie Clinique qui met en place une Maitrise de sexologie clinique ;
Au même moment, le premier congrès mondial de Sexologie Médicale débouche sur la fondation de la World Association of Sexology en 1970.
La création de l’association Inter-Hospitalo Universitaire de Sexologie (AHIUS) en 1983, qui développe l’enseignement de la sexologie en faculté de médecine mais qui cherche aussi à regrouper toutes les enseignants universitaires, les thérapeutes et les chercheurs dans le domaine de la sexologie lors de séminaires de perfectionnements. Cette association est une institution privée qui se voit à la fois comme une institution savante (visant notamment à la diffusion du savoir sexologique) mais aussi comme un institut de formation. Elle est ouverte à la fois aux médecins et aux non-médecins. Les regroupements de structures universitaires d’enseignement de la sexologie en faculté de médecine sont à la fin des années 1970, eux aussi ouverts aux membres des professions de santé.
D'autres institutions privées vont naitre à cette époque comme l’Institut de Sexologie de Paris (en 1977 par Jacques Waynberg, ancien membre du SFSC) ou la Société Française de Sexologie.
Dès 1970, à Genève, sous la responsabilité du Doyen William Geisendorf, Georges Abraham et Willy Pasini mettent en place le premier enseignement universitaire structuré de sexologie clinique, qui débouchera sur l’instauration d’un diplôme universitaire. Par la suite, des enseignements universitaires essaimeront à travers toute l’Europe. En 1974, Abraham et Pasini publient une Introduction à la sexologie médicale.
Cette même année a lieu à Genève le Symposium International de l’Organisation mondiale de la santé, qui réunit des sexologues et des experts en santé publique pour traiter de l’enseignement et des thérapies sexuelles. La notion de santé sexuelle y est définie et une proposition est faite pour que la sexologie devienne une discipline autonome.
En 1978, à Rome, la World Association for Sexology (WAS) est fondée pour assurer l’organisation de congrès sexologiques mondiaux.
En 1981, les premiers cas de sida sont découverts à Los Angeles, San Francisco et New York. Cette maladie sexuellement transmissible aura d'importantes répercussions sur les comportements sexuels et la recherche en sexologie.
The European Federation of Sexology (EFS) est fondée en 1990 à Genève sous l’impulsion du professeur Willy Pasini. Cet organisme, qui rassemble une cinquantaine de sociétés scientifiques, cherche à coordonner leurs activités, à encourager la recherche et à promouvoir les enseignements dans la perspective de la construction européenne. Genève se révèle être un des moteurs principaux de la sexologie européenne.
Paradoxalement, dans les années 1980, les sexologues investissent peu la question du VIH, alors que la question des sexualités devient un enjeu majeur de santé publique (Giami, 2001, p, 44).

## La sexologie en déclin
Aujourd’hui l'activité des sexologues se concentre essentiellement sur les troubles de la sexualité (troubles d’érection, de l’éjaculation, du désir, de l’excitation, de l’orgasme, etc.) et les problèmes affectifs du couple.
En 1995, le Conseil National de l’ordre des médecins reconnait le diplôme de sexologie interuniversitaire (DIU) et s’assure ainsi de la coordination nationale des programmes de formations ouvertes aux médecins et aux non-médecins. Mais ce diplôme n’est ni une qualification, ni une capacité.
Il autorise l’utilisation du terme « sexologue » sur les ordonnances et les plaques, et dans l’annuaire téléphonique pour les médecins.

En France, depuis le Rapport Simon (1972), deux nouvelles études globales ont été effectuées : l’Analyse des comportements sexuels en France (enquête ACSF, 1992) qui portait sur un échantillon de 20 000 personnes, et le Contexte de la sexualité en France (enquête CSF, 2006) réalisé par l’INSERM et l’INED.
La sexologie française est de fait médicalisée. La majorité des sexologues sont des médecins, et les conceptions des troubles sexuels partagées par l’ensemble des sexologues sont influencées par la pensée médicale. La sexologie rassemble des psychiatres, des psychologues, mais également d’autres praticiens issus de champs variés, illustrant ainsi son ancrage résolument pluridisciplinaire . La majorité des sexologues ont suivi des formations aux approches psychothérapeutiques, une psychanalyse ou une psychothérapie personnelle. 
Le médicament Viagra est commercialisé en 1998 et promet de révolutionner la sexualité de 50 à 80 % d’hommes qui souffrent de troubles de l’érectionOr les premières estimations menées quelques mois après la commercialisation, ont montré que les prescriptions de Viagra ont été faites dans leur quasi-totalité par des médecins généralistes
Pour reprendre les termes de P. Costa, président de l’AHIUS dans un éditorial de la revue Sexologies, « la sexologie française est en marche ».
Au Québec la sexologie fait l’objet d’un enseignement universitaire autonome. .

## Voir également
- Sexologie
- Sexualité